# Верхні Постоялі Двори
Верхні Постоялі Двори (рос. Верхние Постоялые Дворы) — присілок в Октябрському районі Курської області Російської Федерації.
Населення становить 142 особи. Входить до складу муніципального утворення Плотавська сільрада.

## Історія
Населений пункт розташований на території українського етнічного та культурного краю Східна Слобожанщина.
Від 2004 року входить до складу муніципального утворення Плотавська сільрада.

## Населення
| 2002 | 2010 |
| ---- | ---- |
| 164  | ↘142 |